# Mercè Rius i Santamaria
Mercè Rius i Santamaria   (Barcelona, 20 de setembre de 1953) és filòsofa i escriptora. Ha estat professora titular al Departament de Filosofia de la Universitat Autònoma de Barcelona, en el qual continua actualment com a honorària.
Va cursar els estudis de filosofia a la Universitat de Barcelona, on entrà en contacte amb el jove professor Miguel Morey i amb Xavier Rubert de Ventós com a professor visitant, el qual esdevindria el director de les seves tesis acadèmiques, la de llicenciatura i la doctoral, totes dues presentades a la Universitat Autònoma.
El professor Josep Maria Calsamiglia va ser tutor de la primera, una anàlisi de les teories lingüístiques de Ferdinand de Saussure i Wilhelm von Humboldt (1982). A la tesi doctoral es decantà per investigar la filosofia d'Eugeni d'Ors, que acabava de descobrir junt amb la significació que tindrien per a ella els pensadors catalans del segle xx, revisats en un text posterior: “La supervivència de les idees”.
Des de 1982 fins a 1991, treballà en estreta col·laboració amb Rubert de Ventós, de qui traduí El cortesà i el seu fantasma. A més van publicar un llibre en comú (De filosofia). El 1990, Victòria Camps la incorporà al seu equip de l'àrea de Filosofia moral i política a la UAB.

## Obres
Destaca el seu primer llibre en la mesura que no hi havia cap assaig anterior sobre el pensament de Theodor W. Adorno escrit originàriament en castellà. Quant a la publicació de la tesi doctoral, oferia una exposició íntegra de la filosofia orsiana que només comptava amb l'antecedent parcial de José Luis López Aranguren.
L'autor a qui ha prestat una atenció més constant ha estat Jean-Paul Sartre. Primerament, l'edició i la traducció d'una selecció de L'être et le néant amb notes suplementàries, per a la col·lecció de “Textos filosòfics” en català dirigida per Pere Lluís Font (1999). Seguidament dos assaigs, l'un en castellà i l'altre en català. Aquest es publicà després en la traducció francesa d'Annie Bats. Cal afegir a la llista el pròleg a l'edició valenciana de Defensa dels intel·lectuals (2006).
També són destacables les seves incursions en el gènere de la narració, així com la tendència creixent a l'escriptura fragmentària, des d'El diari de Nora Gil, passant per Viatge a Liliput, fins a El Pont de la Girada. Reflexions vora mar. En aquest últim, on descriu les impressions arran d'algunes visites a la literària Venècia, ressalta la figura de Massimo Cacciari, llavors alcalde de la ciutat. D'aquí vindria l'espai dedicat a la seva filosofia, en paral·lel a la de Giorgio Agamben, en Contra filósofos. O ¿en qué se diferencia una mujer de un gato?, tot i que el gruix d'aquest assaig és una crítica de l'androcentrisme, si no la misogínia, observable en autors o autores de qui no ho esperaríem.
El llibre de maduresa on desenvolupa la seva proposta filosòfica és Matèria. El grau zero de la filosofia.
Darrerament, ha publicat Discurs contrafeminista, un text breu vinculat a Contra filósofos, però del gènere pamfletari, de manera que la crítica hi esdevé més radical i amb un caire sociològic.

## Pensament
La seva aportació a la filosofia del present es pot esquematitzar en tres punts:
- Habituada a tot d'evidències que no s'arriben a comprendre, la societat de la informació és acusada equivocadament de materialista. En realitat, només escenifica la degradació de l'idealisme.
- Dues premisses d'un nou materialisme: a) La realitat és allò que el llenguatge diu que no és llenguatge, i ho és talment perquè el llenguatge ho diu. b) Tot allò que existeix és material, però l'existència de la matèria no es redueix al seu sentit tradicional com a pasta de les coses.
- Materialisme és respecte a la multiplicitat, sense promoure tanmateix el desordre. Generen confusió, en canvi, els discursos que volen legitimar-se amb abstraccions mancades de significança.

## Llibres
- 1985  T.W. Adorno. Del sufrimiento a la verdad.
- 1991  La filosofia d'Eugeni d'Ors. Premi Carles Rahola d'assaig 1990.
- 1992  De filosofia. Coautor: Xavier Rubert de Ventós.
- 1995  Apunts per a una ètica.
- 1998  El diari de Nora Gil.
- 1998  Viatge a Liliput. Finalista del Premi Josep Pla de narrativa 1998.
- 2005  De vuelta a Sartre.
- 2008  Tres assaigs sobre Sartre. I una conferència de més.
- 2010  Quatre essais sur Sartre.
- 2010  D'Ors, filósofo.
- 2010  El Pont de la Girada. Reflexions vora mar.
- 2013  Diguem-ne el nom sense por: independència.
- 2014 Contra filósofos. O ¿en qué se diferencia una mujer de un gato?
- 2018  Matèria. El grau zero de la filosofia. V Premi d'Assaig Càtedra Blasco (UV).
- 2024  Discurs contrafeminista.

## Capítols de llibres més destacables
- 1998 “La supervivència de les idees”, P. Gabriel dir., Història de la cultura catalana, Vol. 10.
- 2007 "Adorno y Sartre: la estética del compromiso", Daímon, 41, 2007 [revista].
- 2009 "Le spinozisme de Sartre", Sartre et la philosophie française, Études sartriennes, 13 [revista].
- 2010 “El descrèdit de la realitat i la filosofia”, N. Campillo, ed., Joan Fuster i la filosofia.
- 2010 “El ciudadano sin atributos”, V. Camps ed., Democracia sin ciudadanos. La construcción de la ciudadanía en las democracias liberales.
- 2014  “La fe en la libertad”, a D. Gamper ed., La fe en la ciudad secular. Laicidad y democracia.
- 2016 "La comunidad imposible: Atisbos sartreanos", Isegoría, 54, 2016 [revista].
- 2022 "Vindicació filosòfica de la matèria", Temps d'Educació, 63 [article].[18]
- 2022 "Elegia per la llengua catalana", L'Espill, 69 [article].